# Харьковское январское восстание
Харьковское январское вооруженное восстание 1919 года, также Оборона Харькова от большевиков — вооруженное выступление большевистских харьковских рабочих против Директории.
После антигетманского восстания 17 ноября 1918 года в городе расположились части Запорожского корпуса. После конфликта Болбочана с Харьковским Советом части Директории УНР были выведены с Харькова. 13 — 14 декабря Петлюре удалось заключить с германцами новый договор. По этому договору немцы соглашались на вступление петлюровских войск в крупные центры Украины, в том числе в Харьков.
О вводе частей Запорожского корпуса в Харьков также сообщает командир Запорожской дивизии Загродский, который в телеграмме сообщал:
"Срочно. Попасная, командиру 3 гайдам. полка, Попасная, ком. 4 Богдановского полка, Волчанск, ком. полка Кармелюка, Лозовая — атаману Павлоградского полка. 13 дек. 9 ч. 30 м. Завтра отряд Запорожской дивизии вступает в Харьков. Имеется на это согласие немцев. Каждый час дела Украины улучшаются".
В своем приказе полковник Болбочан уточнил:
«Приказываю вам с полком Дорошенка, Харьковским Слободским полком и конной батареей войти в Харьков. Вы назначены начальником гарнизона, временно исп. обязанности комкора 7 назначен полковник Чернышко».
Таким образом, видно, что Болбочан подчинил себе штаб 7-го Харьковского корпуса.
17 декабря в ходе переговоров между петлюровцами и добровольцами последние согласились подчиниться коменданту Загродскому, при этом сохранить свои отряды.
По состоянию на 20 декабря 1918 года гарнизон города состоял из:
- 1-я Запорожской дивизи;
- 1-й Запорожского им. гетмана П. Дорошенко пехотного полка;
- в процессе формирования 2-я Республиканской дивизии;
- Харьковского Слободского коша.

Началось под руководством большевистского ВРК 1 января при продвижении в Харьков советских войск. Советские вооружённые группировки разгромили отряды армии УНР. Ночью на 2 января Харьковский ревком объявил о переходе власти в городе в руки Совета рабочих депутатов.
К вечеру 2 января весь город фактически был в руках просоветских повстанцев. Одновременно они заняли Чугуев, Изюм (1-5 января) и ряд других городов и сёл Харьковской губернии. 3 января войска Второй Украинской советской дивизии, 28 декабря 1918 года в ожесточенном бою у станции Казачья Лопань разгромившие войска Директории, вступили в Харьков.
В докладе главному атаману Армии УНР Симону Петлюре от 10 января 1919 года отправленная полковник Петр Болбочан писал:
"За Харьков Республиканская дивизия и 1-й Дорошенковский полк сражались весьма по-рыцарски".